# Яйца Орсини

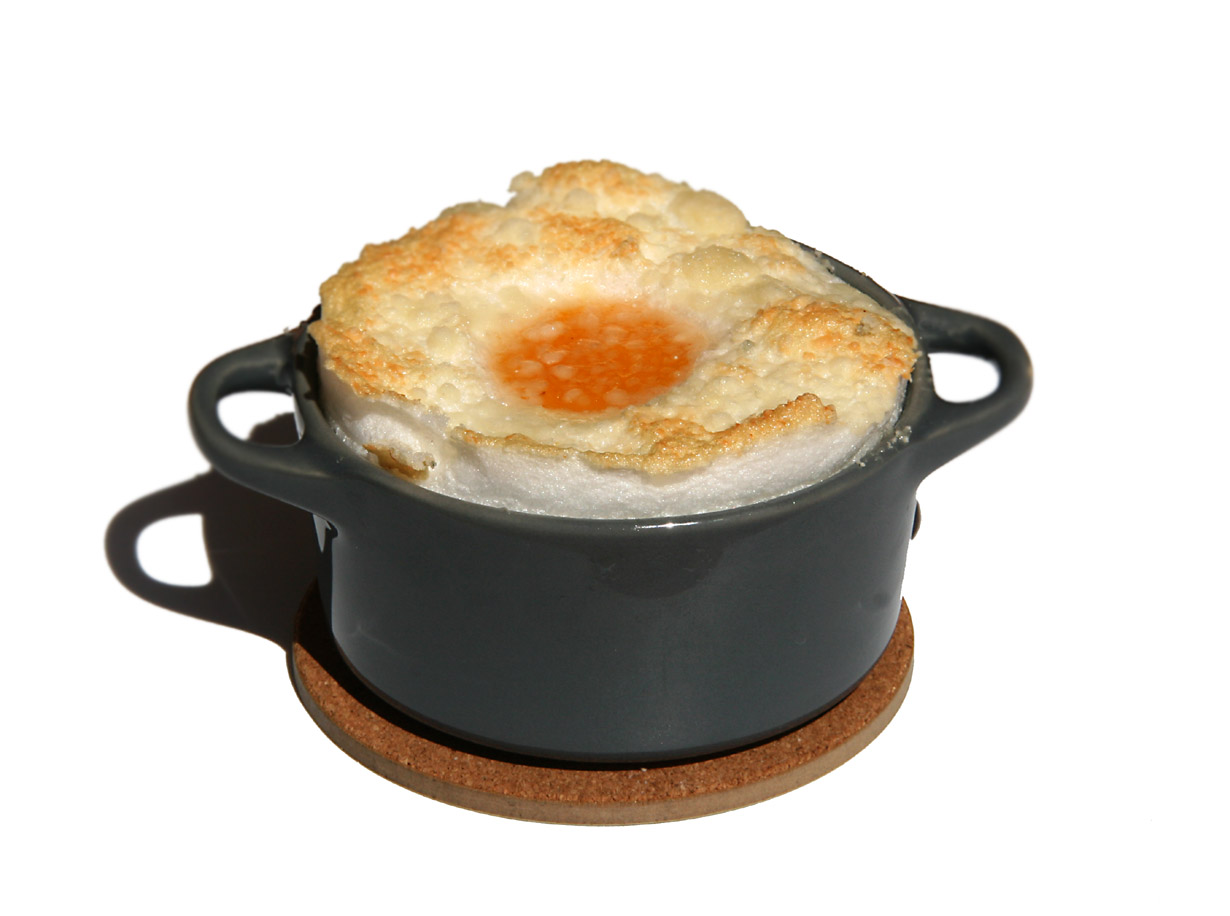
Яйца Орсини

Яйца Орсини (фр. oeufs Orsini) — блюдо из яиц, желтки, запечённые во взбитых белках.
Название блюда, вероятно, происходит от итальянского феодального рода Орсини. По легенде, рецепт был подарен одним из потомков рода художнику Клоду Моне, который коллекционировал интересные кулинарные рецепты. Записная книжка Моне с рецептами была опубликована женой праправнука художника, Клэр Джойс, под заголовком «Трапеза Моне: кулинарная книга Клода Моне» (Monet’s Table: The Cooking Journals of Claude Monet) в Нью-Йорке в 1990 году.

## Приготовление
Белки отделяются от желтков и взбиваются миксером до устойчивых пиков. Взбитые белки перекладываются на хлеб (в булочку) или в формочки для запекания, в них делается углубление, куда помещаются желтки. Запекаются в духовке, желток должен получиться полужидким. Другие возможные ингредиенты: тёртый сыр, кусочки колбасы, зелень.